# Le Sacre de Napoléon
Cet article concerne le tableau de David. Pour le couronnement de Napoléon, voir Sacre de Napoléon Ier.

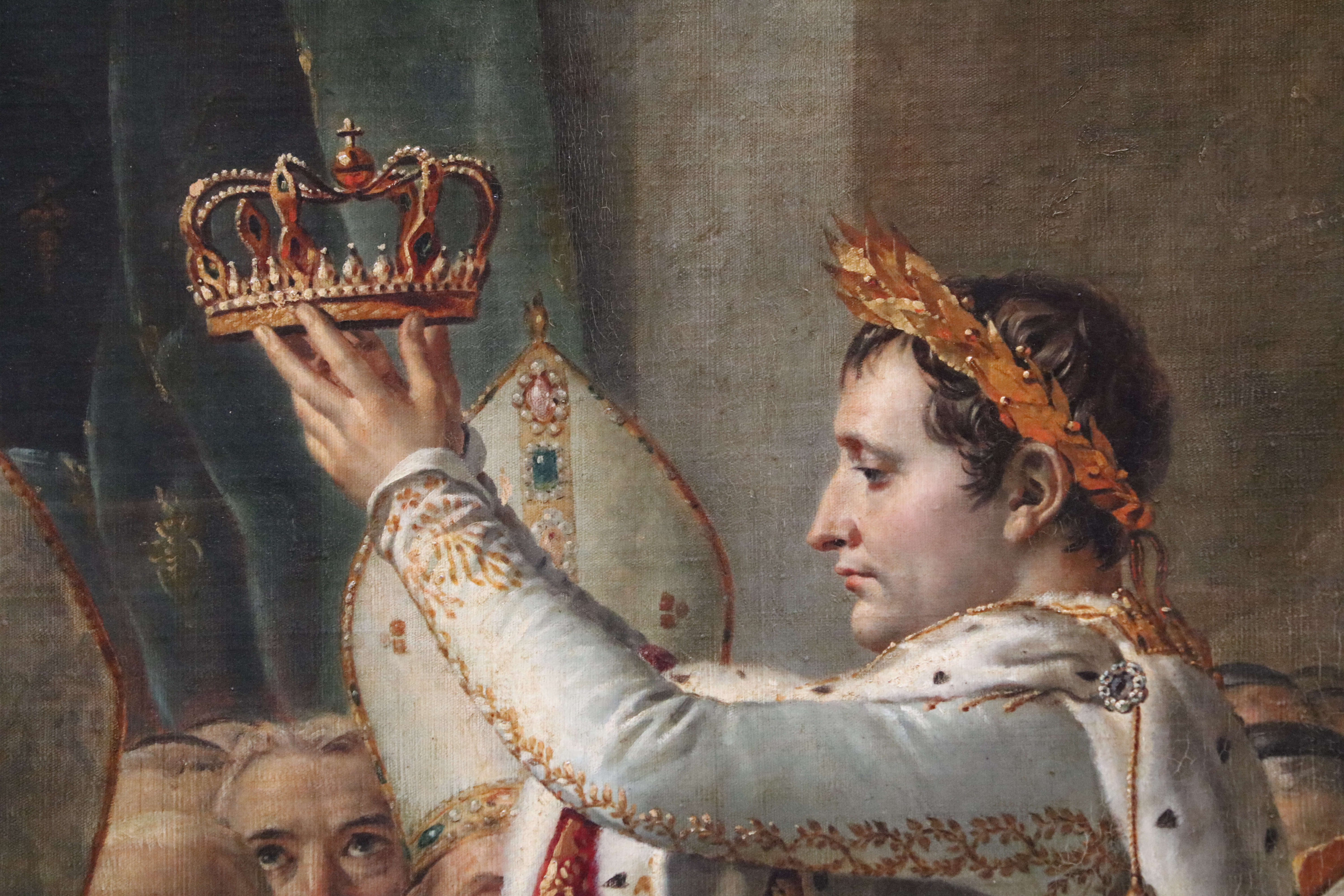
Détail de l'empereur.

Le Sacre de Napoléon (titre complet : Sacre de l'empereur Napoléon Ier et couronnement de l'impératrice Joséphine dans la cathédrale Notre-Dame de Paris, le 2 décembre 1804) est un tableau peint entre 1805 et 1807 par Jacques-Louis David, peintre officiel de Napoléon Ier, qui représente une des cérémonies du couronnement. Imposante par ses dimensions, presque dix mètres sur plus de six, la toile est conservée au Louvre. Une réplique quasiment identique intitulée Le Couronnement de l'empereur, commencée en 1808 par David et terminée lors de l'exil du peintre à Bruxelles, est accrochée au musée du château de Versailles dans la salle du Sacre. Le couronnement et le sacre ont eu lieu à Notre-Dame de Paris.

## Historique de l'œuvre
L'œuvre est commandée oralement par Napoléon Bonaparte en septembre 1804. David commence sa réalisation le 21 décembre 1805 dans l'ancienne chapelle du collège de Cluny, près de la Sorbonne, qui lui sert d'atelier. Assisté par son élève Georges Rouget, il la considère comme achevée le 18 novembre 1807 mais ne met la touche finale qu'en mars 1808. Du 7 février au 21 mars 1808, l'œuvre est exposée au Salon de peinture annuel ; en 1810, elle est présentée au concours des prix décennaux. Le tableau reste la propriété de David jusqu'en 1819, année où il est cédé aux musées royaux. Ceux-ci l'entreposent dans les réserves jusqu'en 1837. Il est alors installé dans la salle du Sacre du musée historique du château de Versailles sur ordre du roi Louis-Philippe. En 1889, il est expédié au musée du Louvre, et remplacé à Versailles par une réplique de la main du peintre commandée par un groupe d'hommes d'affaires américains en 1807, commencée en 1808 et achevée en 1822 pendant son exil à Bruxelles.

## Contexte
David vient d'être nommé premier peintre de l'empereur. Il est chargé par Napoléon de réaliser quatre tableaux de cérémonie relatant les grandes étapes de la cérémonie : L'intronisation, le sacre, La Distribution des aigles et l'arrivée à l'hôtel de ville. Napoléon avait donné son accord verbal pour que chacun des tableaux fût payé la somme exorbitante de 100 000 francs, ce qui empoisonne l'entreprise des tableaux de 1804 à 1810, David n'étant finalement payé, pour l'essentiel, que 65 000 francs pour le tableau du sacre et 52 000 francs pour la Distribution des Aigles.
La cérémonie du sacre est organisée par un ancien élève de David, Jean-Baptiste Isabey, qui réalise aussi le livre du Sacre.

## Composition

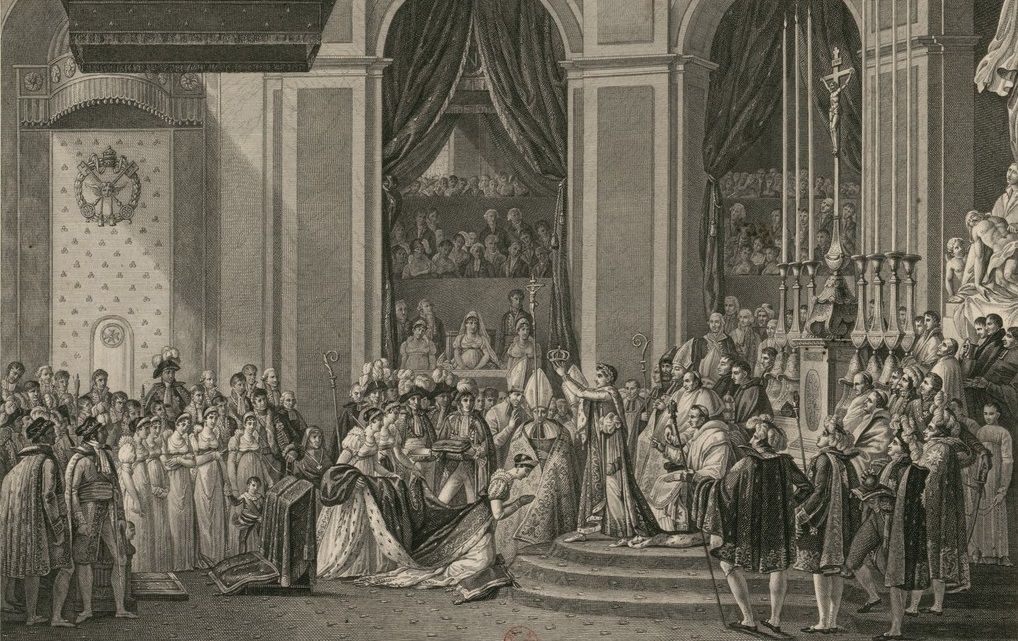
Gravure du Sacre de Napoléon par Louis-Yves Queverdo.

Le tableau est parcouru par plusieurs lignes directrices et reprend les règles du néoclassicisme. L'une des principales est celle qui passe par la croix et qui a une orientation verticale. Tous les regards semblent converger vers Napoléon qui occupe une place privilégiée dans la composition. Un axe diagonal va du pape à l'impératrice. L'espace dévolu au couronnement est marqué par une composition de formes triangulaires qui se succèdent et sont soulignées par la verticalité des pilastres, des tribunes à deux étages et de la forêt de cierges. L'architecture, le mobilier, la lumière forcent le regard à se porter vers cet espace central.
Pour ce sacre, la cathédrale fait l'objet d'une grandiose mise en scène : un décor par plaquage est rajouté dans l'édifice, assez endommagé, pour lui redonner un aspect plus solennel et masquer le style gothique jugé vieillot. Des rideaux et tentures aux abeilles d’or recouvrent les murs et les piliers, la pierre disparaît sous du carton imitant le marbre, un voile cache la voûte de la cathédrale. Les rideaux n'étaient présents que dans la nef mais David les invente dans le chœur pour accentuer cet effet pimpant.
Ce tableau étant conçu pour être vu d'une position assez éloignée, faisant bénéficier de l'identité d'échelle, le spectateur a le sentiment que l'œuvre est le prolongement de son espace, qu'il est devant la scène représentée et qu'il pourrait pénétrer dedans.

### Les représentations de la cérémonie
La scène se déroule le 2 décembre 1804, dans la cathédrale Notre-Dame de Paris. Or les sacres des rois de France avaient lieu habituellement à la cathédrale de Reims. Selon la tradition, au moment où le pape Pie VII allait prendre la couronne, dite de Charlemagne, sur l'autel, Napoléon la saisit et se couronna lui-même. Joséphine reçut de lui la couronne et fut sacrée solennellement impératrice des Français, alors que le pape, assis à droite, tend la main en signe de bénédiction. Napoléon prend ici ses distances avec le protocole monarchique et veut rompre avec l'héritage Bourbon. Néanmoins, les différents objets rappellent les regalia royales : couronne et sceptre sont présents. L'empereur est sacré et devient un monarque de droit divin auquel on doit obéissance au nom de Dieu comme l'exige le Catéchisme impérial imposé par décret impérial du 4 avril 1806 dans toutes les églises de l'Empire. Le décor antiquisant, le globe et la couronne de lauriers dénotent la fascination de Napoléon pour l'empire romain. La présence de hauts dignitaires ainsi que de la famille Bonaparte révèlent les soutiens du nouveau régime. Ils composent la nouvelle noblesse d'empire (officiellement fondée en 1808), une noblesse fondée sur le mérite. Napoléon rétablit une cour avec une étiquette et réside dans les palais de la monarchie française (Tuileries).

### Les acteurs

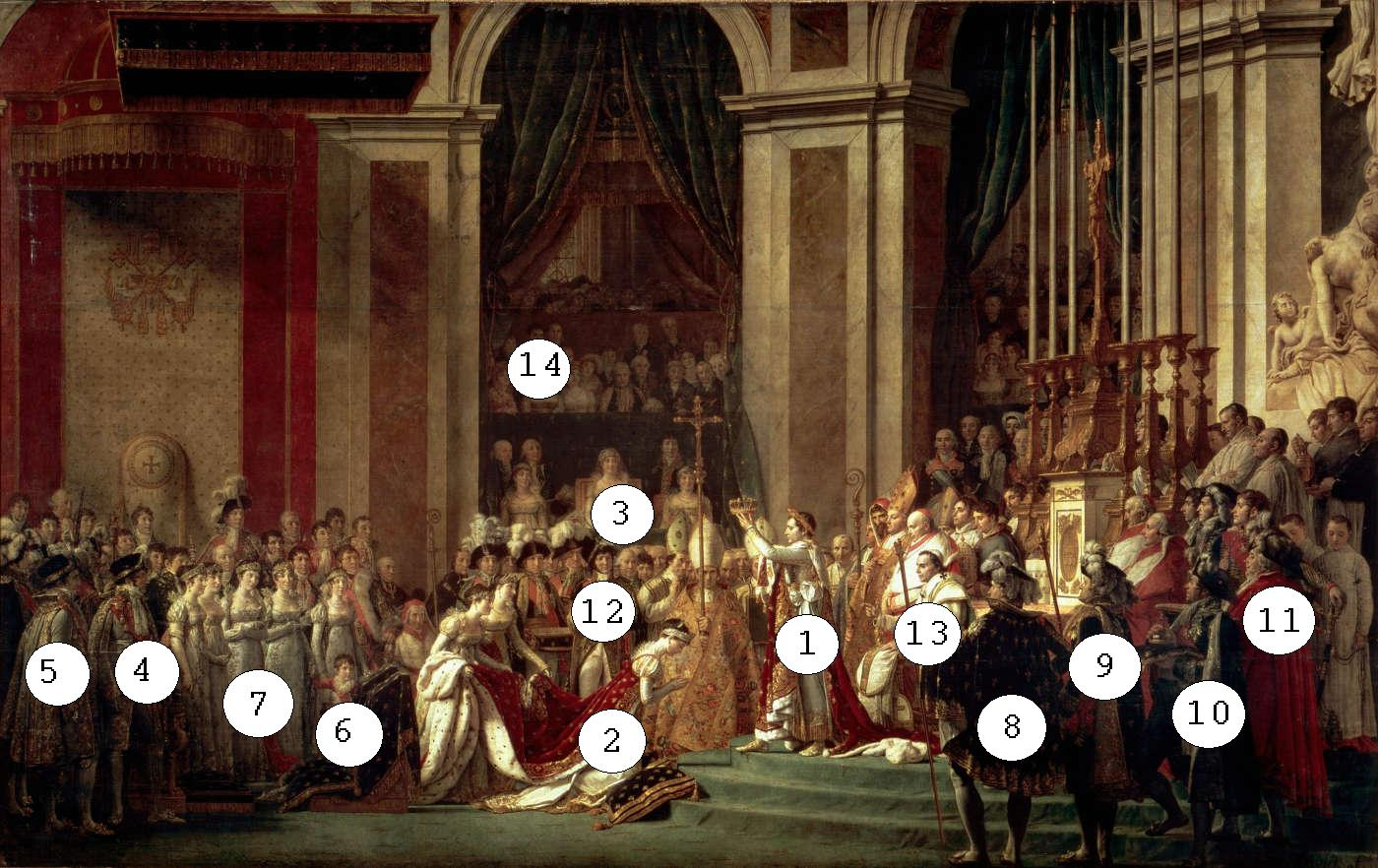
Les protagonistes de la scène.

La composition qui s’inspire du Couronnement de Marie de Médicis de Rubens, sans toutefois en reprendre les lignes courbes, rassemble plus de deux cents personnages, si bien que David a pris quelques libertés avec la réelle cérémonie pour pouvoir tous les mettre en scène.

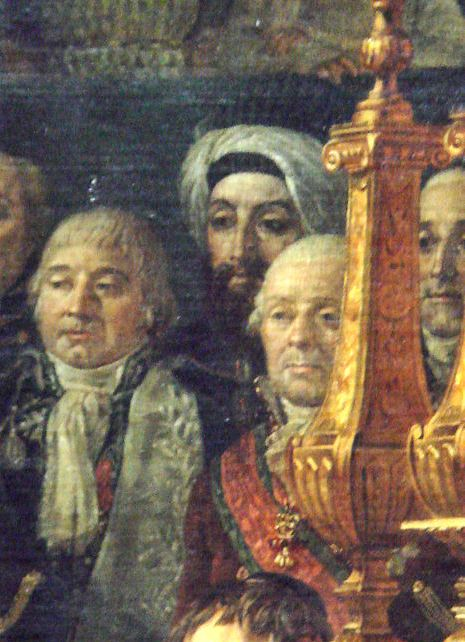
L'ambassadeur ottoman Halet Efendi représenté en turban par David sous les traits de son prédécesseur Morali Seyyed Ali Effendi.

1. Napoléon Ier (1769–1821) est debout, en tenue de « grand habillement » du sacre (appelé aussi « grand costume », par opposition au « petit habillement », porté à d'autres moments de la journée.) composé d'une tunique de soie blanche ouverte devant et sa ceinture, d'un manteau impérial de velours pourpre brodé[9] et semé d'abeilles d'or et doublé d'hermine, d'une cravate en dentelle, de souliers et de gants blancs brodés d'or, et d'une couronne[10] de laurier en or fin[11].
2. Joséphine de Beauharnais (1763–1814) : au pied de l'autel, en « grand habillement », agenouillée sur un coussin carré de velours violet semé d’abeilles, symbole mérovingien, les mains jointes comme l'exige le cérémonial. Elle reçoit la couronne des mains de son mari, et non du pape. Sa robe est décorée de soieries d'après des dessins de Jean-François Bony. Directement derrière elle sont placées ses dames d'honneur en blanc et en diadème et, à leur droite, les deux frères de Napoléon. Au moment du couronnement, deux des dames d'honneur sont au parterre pour soutenir cette lourde traîne : Mme de La Rochefoucauld, sa cousine et Mme de La Valette, sa dame d'atours[12]. Derrière, le cardinal Jean-Baptiste de Belloy archevêque de Paris, avec sa calotte rouge, a pu s'asseoir en raison de la durée de la cérémonie, 3 à 5 heures selon les sources et de son grand âge, 95 ans. L'impératrice est située sous le centre de cette composition, le tableau représente avant tout le couronnement de l'impératrice Joséphine et non celui de l'empereur, ce qui provoque des critiques de plusieurs dignitaires à l'égard de David[13].
3. Maria Letizia Ramolino (1750–1836), mère de Napoléon portant un diadème et un voile sur la tête, est placée trônant au centre de la loge principale, entourée de ses dames d'honneur et de ses chambellans. En réalité, elle n'a pas assisté à la cérémonie pour protester de la brouille de Napoléon avec son frère Lucien. Maria Letizia demanda au peintre de lui attribuer une place d’honneur. En 1808, quand Napoléon découvrit la toile achevée dans l’atelier de David, il fut transporté, et dit toute sa gratitude au peintre qui avait su rendre hommage pour la postérité à l’affection qu’il portait à une femme qui partageait avec lui le fardeau de sa fonction.
4. Louis Bonaparte (1778–1846) ; au début de l'Empire, il reçut le titre de grand connétable. Roi de Hollande en 1806. Il épousa Hortense de Beauharnais, la fille de Joséphine.
5. Joseph Bonaparte (1768–1844) : après le couronnement, il reçut le titre de prince impérial. Puis il fut roi de Naples en 1806 et d'Espagne en 1808.
6. Le jeune Napoléon-Charles (1802-1807), fils de Louis Bonaparte et d'Hortense de Beauharnais.
7. Les sœurs de Napoléon, en partant de la gauche, (Élisa, Pauline et Caroline) précèdent Hortense de Beauharnais, mère de Napoléon Louis Charles Bonaparte qui se trouve à sa gauche, près d'elle.
8. Charles-François Lebrun (1739–1824) : troisième consul aux côtés de Napoléon Bonaparte et de Cambacérès. Sous le Premier Empire, il occupe la place de prince-architrésorier. Il tient le sceptre surmonté de l’aigle impériale.
9. Jean-Jacques-Régis de Cambacérès (1753–1824) : prince-archichancelier de l'empire. Il tient la main de justice.
10. Louis-Alexandre Berthier (1753–1815) : ministre de la guerre sous le Consulat puis maréchal d'Empire en 1805. Il tient sur un coussin le globe crucifère.
11. Talleyrand (1754–1838) : grand chambellan depuis le 11 juillet 1804. Au-dessus de lui, le général Eugène de Beauharnais en hussard, s'appuyant sur son épée.
12. Joachim Murat (1767–1815) : maréchal d'empire, roi de Naples après 1808, beau-frère de Napoléon et époux de Caroline Bonaparte. À gauche de l'impératrice, en habit brodé d’or et culotte de satin, il tient encore le coussin sur lequel reposait la couronne.
13. Le pape Pie VII (1742–1823), se contente de bénir le couronnement. Il est entouré par les dignitaires ecclésiastiques, nommés par Napoléon depuis le Concordat. Afin de ne pas compromettre le nouvel équilibre entre l’Église et l'État, le pape accepta bon gré mal gré d'assister au couronnement, ce que David représente clairement dans le tableau : on reconnaît quelques évêques à leurs mitres, l'un tenant une croix dans la main[14]. À gauche du pape, est représenté le cardinal Caprara (en fait, malade ce jour-là, il n'assista pas à la cérémonie), légat pontifical qui a négocié avec Napoléon le protocole de la cérémonie, et à droite, le diacre grec Raphaël de Monachis. Pie VII est à peine visible, assis sur son faldistoire derrière Napoléon, sa main droite esquissant un geste de bénédiction. Il ne porte ni mitre ni tiare, mais le pallium sur les épaules, cette bande de laine blanche brodée de six croix noires qui était l’un des attributs de la souveraineté des métropolites de l’Église romaine. C’est à cela qu’on l’identifie.
14. Le peintre Jacques-Louis David s'est auto portraituré dans une tribune avec sa femme et ses deux filles jumelles devant lui[15], entouré de certains élèves ou collaborateurs (le peintre-décorateur Ignazio Degotti apparaît à la gauche de David[16],[17]), son maître Joseph-Marie Vien (hommage dans ce que David considère comme la plus importante de ses œuvres) et ses amis, un carnet et un crayon à la main, en habit brodé et arborant fièrement sa légion d'honneur[18].

Les ambassadeurs sont représentés à droite du maître-autel tandis que les grands dignitaires sont peints à gauche mais ils étaient en réalité, au cours de la cérémonie, aux côtés des princes et princesses. Bien qu'il ne soit pas présent à la cérémonie, David a fait figurer Mehmet Sait Halet Efendi, coiffé d'un turban blanc, ambassadeur de la sublime porte dont une partie de la joue gauche est cachée par la tête du comte Johann Ludwig von Cobenzl. Dans la même loge, le plus à gauche avec son écharpe bleue, jaune et bleue et sa jaquette aux larges revers rouges, se tient l'amiral Federico Carlos Gravina y Nápoli qui représente l'Espagne tandis que derrière lui John Armstrong, Jr. représente les États Unis. La représentation des prêtres derrière l’autel est une invention de David. L'ecclésiastique que l'on aperçoit entre Cambacérès et Berthier, qui porte une cape rouge sur son épaule gauche, debout à gauche d'un autre prélat est le cardinal Joseph Fesch oncle de Napoléon.
Sur les 18 maréchaux d'Empire créés à l'origine, David n'en peint que neuf dont la fonction principale dans le tableau est de porter les « ornements » impériaux ou historiques : derrière l'impératrice, à gauche de la dame d'honneur, on distingue ainsi Bessières, colonel général de la Garde impériale et grand ordonnateur de la cérémonie, debout à sa droite, le comte Louis-Philippe de Ségur et entre les deux, pas très visible, Jean-de-Dieu Soult. Entre Murat et Bessières, Sérurier porte l'anneau de l'impératrice sur un coussin. On voit aussi Moncey portant la corbeille destinée à recevoir le manteau de l'impératrice, Murat et enfin trois « maréchaux honoraires » relégués à gauche et portant les « honneurs de Charlemagne » (l'épée portée par Lefebvre, la couronne par Kellermann et le sceptre par Pérignon).
Enfin, un crucifix, tenu par un ecclésiaste est placé précisément au centre de l’œuvre surplombant l'ensemble des figures. Cependant son traitement en demi-teinte lui donne une visibilité relativement faible comparée à celle du couple impérial arborant des tenues en rouge carmin et blanc éclatant.

## Une œuvre de propagande

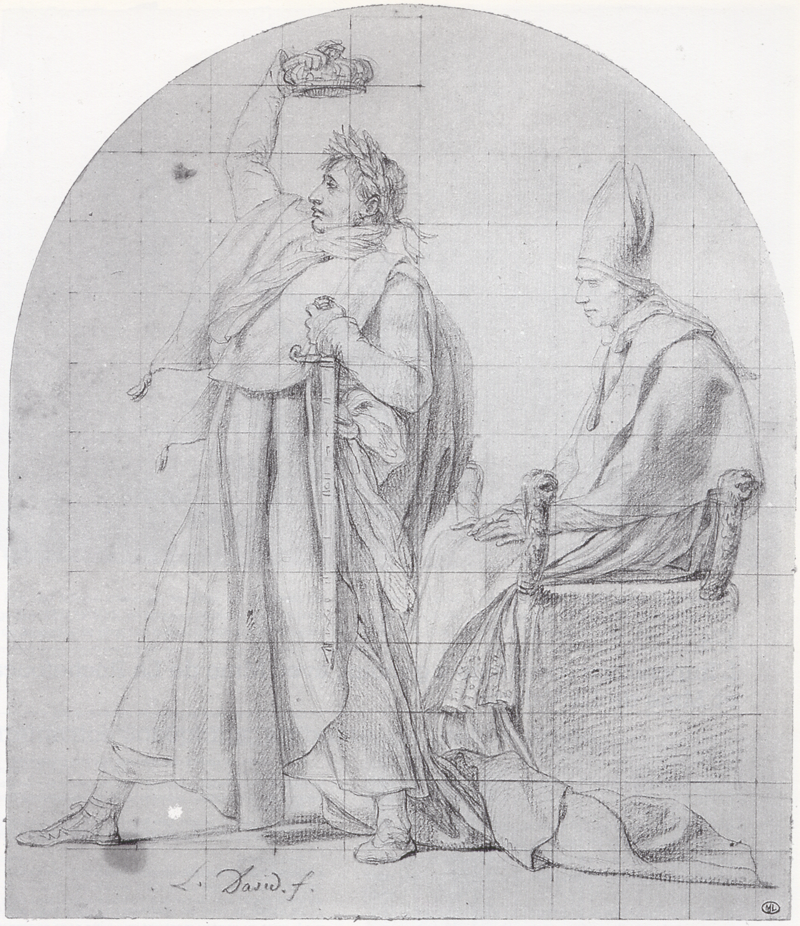
L'empereur Napoléon se couronnant lui-même. Dessin de David, conservé au Louvre

L'art est mis au service de la propagande napoléonienne : il doit former les esprits et préparer la postérité de l'empereur qui dicte à David la liste des quatre tableaux qu'il entend lui commander pour célébrer le sacre et qui sont destinés à la décoration de la salle du trône : le Couronnement de Napoléon, la Distribution des aigles au champ de Mars (1810), l'Intronisation de Napoléon dans l'église de Notre-Dame et l'Entrée de Napoléon à l'hôtel de ville, David n'exécutant en définitive que les deux premiers. Cette toile est ainsi une œuvre de commande et l'un de ces quatre tableaux, elle sera finalement exposée au musée Napoléon (futur musée du Louvre).
Napoléon rendait des visites régulières à l'atelier de David pour contrôler l'exécution du tableau. Le pape, entouré du clergé, est représenté assis, bénissant la cérémonie (David l'avait initialement peint les mains posées sur ses genoux comme le révèle un repentir) et moins haut que l'empereur. Ce dernier lui tourne le dos. Sa présence au couronnement est contrainte ; il n'a qu'un rôle de second plan.
La première version du tableau aurait dû représenter l'empereur se couronnant lui-même. Le réalisme du tableau final enchante l'empereur qui s'exclame « Que c'est grand ! Que c'est beau ! Quel relief ont tous ces ornements ! Quelle vérité ! Ce n'est pas une peinture. On vit, on marche, on parle dans ce tableau »,.

## Un titre ambigu

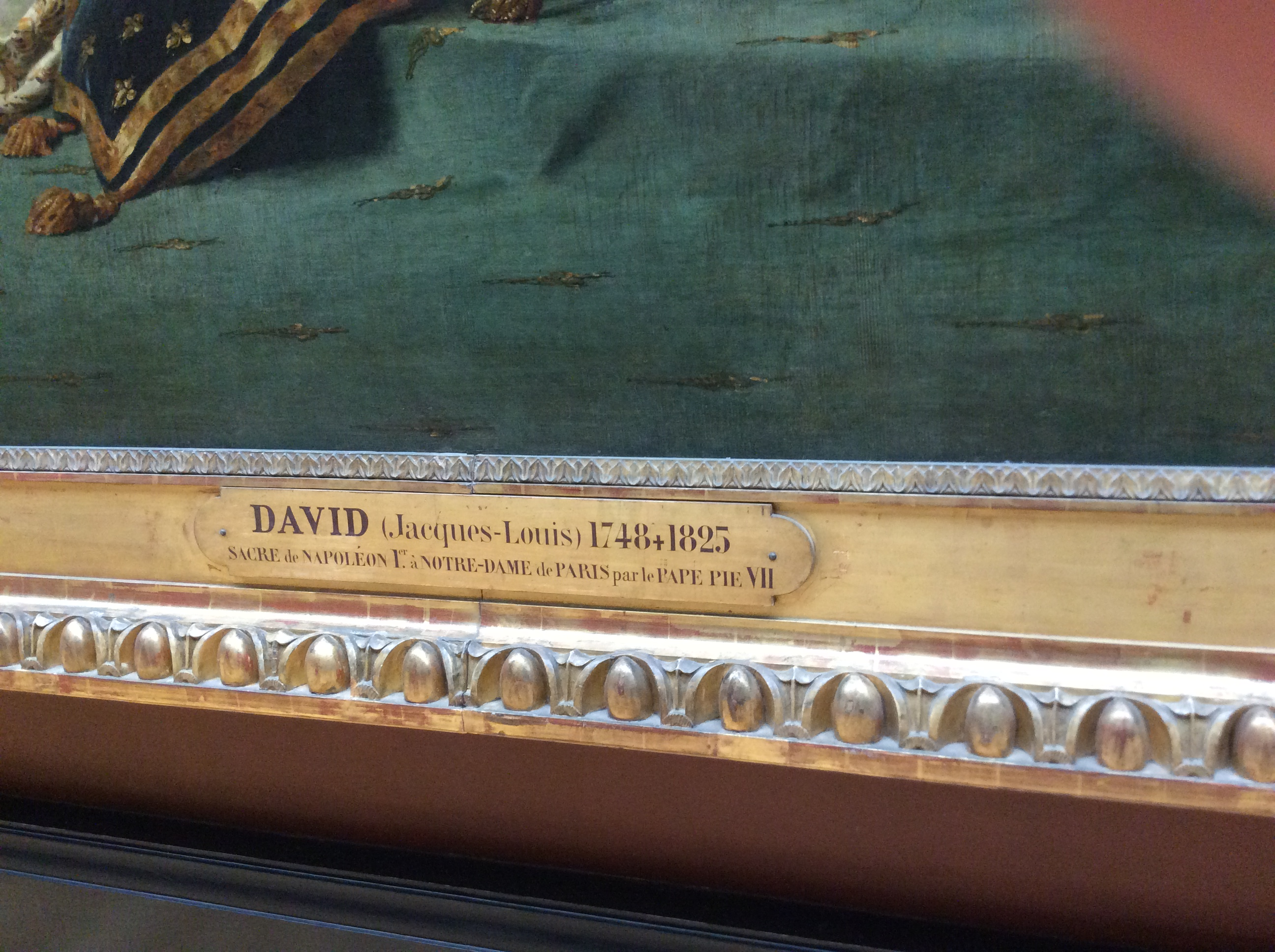
Titre sur le cartel du tableau, musée du Louvre

Le tableau de David est entré dans l'histoire de la peinture sous le titre de Le Sacre de Napoléon. La copie du tableau exposée au château de Versailles (que David lui-même préférait au tableau original du Louvre[réf. souhaitée]) donne même son nom à la salle dans laquelle il est visible, dite Salle du sacre.
Paradoxalement, le tableau ne présente pas un sacre, mais un couronnement — celui de l'impératrice Joséphine de Beauharnais —, couplé d'une bénédiction papale. De plus, le titre visible sur le cartel de l'immense toile exposée au Louvre est bien plus précis (Sacre de Napoléon 1er à Notre-Dame de Paris par le pape Pie VII), et le titre indiqué sur le site Internet du Louvre, encore davantage (Sacre de l'empereur Napoléon 1er et couronnement de l'impératrice Joséphine dans la cathédrale Notre-Dame de Paris, le 2 décembre 1804). Ce qui peut s'expliquer de plusieurs façons.
- Le projet initial, demande orale de Napoléon, est bien une représentation de la cérémonie du couronnement de Napoléon, comme le montrent diverses esquisses du peintre, ainsi que le repentir sur la toile, que la patine du temps commence à faire apparaître en arrière du visage de l'empereur.

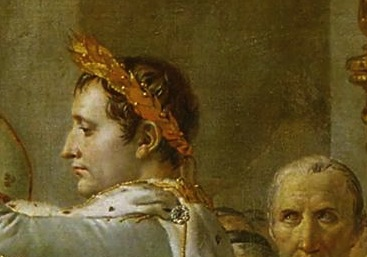
Repentir derrière la tête de Napoléon. Ce détail du tableau laisse bien apparaître le profil de l'empereur (nez et couronne de lauriers), en arrière de son visage actuel, tel que David pensait au départ présenter Napoléon, se couronnant lui-même. Dans l'espace vide dégagé derrière la tête de l'empereur, le peintre a ajouté celle de Jules César.

- Napoléon, remarquant que son geste sur le tableau manque considérablement d'élégance et fait même montre d'une certaine lourdeur, demande au peintre, qui, de son côté, n'est pas non plus satisfait de son travail, de le représenter couronnant Joséphine. Le peintre François Gérard, ancien élève de David, suggère également cette modification à l'artiste[24]. À cette occasion, un espace vide apparut entre l’arrière de la tête de l’Empereur et le Pape. David y plaça un religieux avec la tête de Jules César, inspiré d’un buste des collections du Louvre [25],[26].
- Pour l'historien Jean Tulard, ce tableau, qui présente une scène — le couronnement de l'impératrice — et en nomme une autre — le sacre de Napoléon — illustre parfaitement les paradoxes du régime de Napoléon, génie militaire mais qui se voit renversé par une défaite, despote, mais qui établit les bases de la France démocratique actuelle.

## Interprétation
Par cette allégorie, le peintre cherche à montrer l'union des Français autour de l'empereur. En réalité, les sœurs Bonaparte avaient refusé de tenir le manteau de Joséphine. Ce tableau marque également la fin du néo-classicisme, la primauté du réalisme et de la liberté de l’artiste par rapport au genre historique.
David représente, non la cérémonie religieuse mais, juste après l'auto-couronnement de l'empereur qui affirme par ce geste son indépendance vis-à-vis de l'Église, l'acte politique de Napoléon qui impose le couronnement de Joséphine, faisant du pape un simple témoin.